# キャマリロ (小惑星)
キャマリロ (5653 Camarillo) は、アモール群の小惑星。エレノア・ヘリンとケネス・ローレンスがパロマー天文台で発見した。
ジョン・ロジャースの私設天文台があり、発見者の一人が住んだことのあるカリフォルニアの町の名キャマリロから命名された。